# Ruhmannsfelden
Ruhmannsfelden település Németországban, azon belül Bajorországban. Lakosainak száma 2020 fő (2023. december 31.). Ruhmannsfelden Patersdorf, Zachenberg és Gotteszell községekkel határos.

## Népesség
| Lakosok száma | 1027 | 2488 | 2018 | 1972 | 2036 | 2066 | 2128 | 2071 | 2032 | 2020 |
|               | 1875 | 1950 | 1975 | 1987 | 2012 | 2014 | 2016 | 2017 | 2021 | 2023 |